# Quecholac (kommun)
Quecholac är en kommun i Mexiko.   Den ligger i delstaten Puebla, i den sydöstra delen av landet, 160 km öster om huvudstaden Mexico City. Antalet invånare är 47 281. Arean är 163 kvadratkilometer.
Terrängen i Quecholac är kuperad österut, men västerut är den platt.
Följande samhällen finns i Quecholac:
- Palmarito Tochapán
- Quecholac
- Santa Catarina Villanueva
- Francisco I. Madero
- San Cayetano
- Ejido Palmarito
- Progreso de Madero
- Villa del Alto